# 유타주의 통계 지구

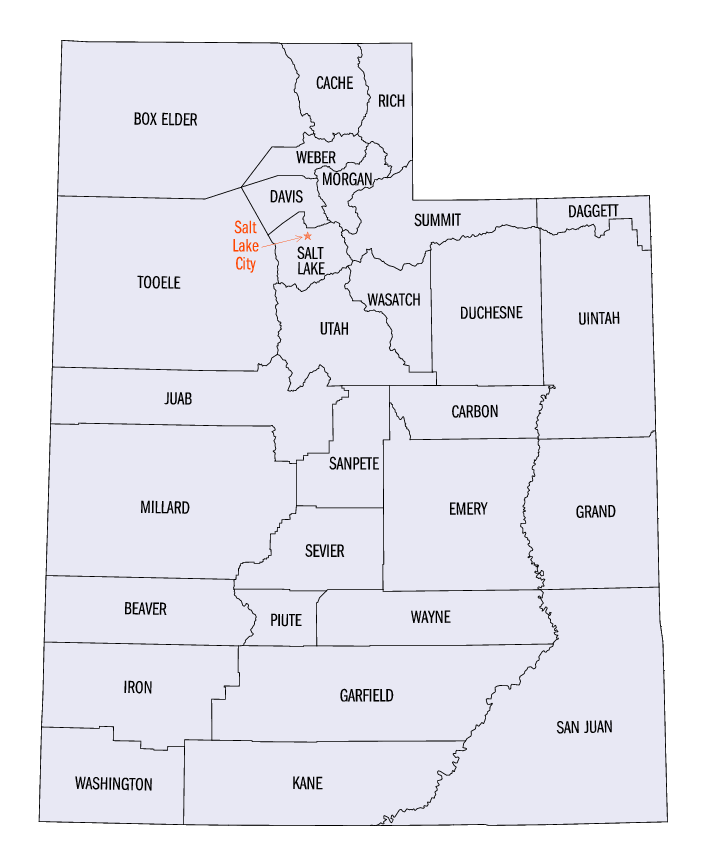
유타 주의 군들

유타의 주기

유타의 통계 지구(Utah Statistical Area)는 유타 주에 있는 통계 지구이다.

## 범례
| 범례      | 의미                                 |
| --------- | ------------------------------------ |
|           | 아이다호에 속하는 지역               |
|           | 2개의 주 이상에 걸친 지역(유타 해당) |
| 초록 글씨 | 다른 주에 속하는 지역의 인구 수      |
| 파란 글씨 | 유타와 다른 주에 걸친 지역의 인구 수 |

## 배치도
| 복합 통계 지구                  | 인구      | 핵심 기반 통계 지구    | 인구            | 군         | 인구      |
| ------------------------------- | --------- | ---------------------- | --------------- | ---------- | --------- |
| 솔트레이크시티-프로보-오렘 지구 | 2,641,048 | 솔트레이크시티 지구    | 1,232,696       | 솔트레이크 | 1,160,437 |
| 솔트레이크시티-프로보-오렘 지구 | 2,641,048 | 솔트레이크시티 지구    | 1,232,696       | 투엘       | 72,259    |
| 솔트레이크시티-프로보-오렘 지구 | 2,641,048 | 오그던-클리어필드 지구 | 683,864         | 데이비스   | 355,481   |
| 솔트레이크시티-프로보-오렘 지구 | 2,641,048 | 오그던-클리어필드 지구 | 683,864         | 웨버       | 260,213   |
| 솔트레이크시티-프로보-오렘 지구 | 2,641,048 | 오그던-클리어필드 지구 | 683,864         | 박스엘더   | 56,046    |
| 솔트레이크시티-프로보-오렘 지구 | 2,641,048 | 오그던-클리어필드 지구 | 683,864         | 모건       | 12,124    |
| 솔트레이크시티-프로보-오렘 지구 | 2,641,048 | 프로보-오렘 지구       | 648,252         | 유타       | 636,235   |
| 솔트레이크시티-프로보-오렘 지구 | 2,641,048 | 프로보-오렘 지구       | 648,252         | 주압       | 12,017    |
| 솔트레이크시티-프로보-오렘 지구 | 2,641,048 | 헤버 지구              | 76,236          | 서밋       | 42,145    |
| 솔트레이크시티-프로보-오렘 지구 | 2,641,048 | 헤버 지구              | 76,236          | 워새치     | 34,091    |
| 없음                            | 없음      | 세인트조지 지구        | 177,556         | 워싱턴     | 177,556   |
| 없음                            | 없음      | 로건 지구              | 142,165 128,289 | 캐시       | 128,289   |
| 없음                            | 없음      | 로건 지구              | 142,165 128,289 | 프랭클린   | 13,876    |
| 없음                            | 없음      | 시더시티 지구          | 54,839          | 아이언     | 54,839    |
| 없음                            | 없음      | 버널 지구              | 35,734          | 윈타       | 35,734    |
| 없음                            | 없음      | 프라이스 지구          | 20,463          | 카본       | 20,463    |
| 없음                            | 없음      | 없음                   | 없음            | 샌피트     | 30,939    |
| 없음                            | 없음      | 없음                   | 없음            | 세비에     | 21,620    |
| 없음                            | 없음      | 없음                   | 없음            | 뒤센       | 19,938    |
| 없음                            | 없음      | 없음                   | 없음            | 샌환       | 15,308    |
| 없음                            | 없음      | 없음                   | 없음            | 밀러드     | 13,188    |
| 없음                            | 없음      | 없음                   | 없음            | 에머리     | 10,012    |
| 없음                            | 없음      | 없음                   | 없음            | 그랜드     | 9,754     |
| 없음                            | 없음      | 없음                   | 없음            | 케인       | 7,886     |
| 없음                            | 없음      | 없음                   | 없음            | 비버       | 6,710     |
| 없음                            | 없음      | 없음                   | 없음            | 가필드     | 5,051     |
| 없음                            | 없음      | 없음                   | 없음            | 웨인       | 2,711     |
| 없음                            | 없음      | 없음                   | 없음            | 리치       | 2,483     |
| 없음                            | 없음      | 없음                   | 없음            | 피우트     | 1,479     |
| 없음                            | 없음      | 없음                   | 없음            | 다제트     | 950       |
| 유타                            | 유타      | 유타                   | 유타            | 유타       | 3,205,958 |

## 참고
- 인구 수는 2019년 기준이며 단위는 '명'이다.
- 솔트레이크군은 유타주 행정 기관들이 있는 솔트레이크시티가 있기 때문에 굵은 글씨로 표기했다.

## 같이 보기
- 대도시 통계 지구